# 稲垣陽一郎
稲垣 陽一郎（いながき よういちろう、1876年〈明治9年〉12月22日 - 1949年〈昭和24年〉4月1日）は、日本の神学者、聖職者、教育者、翻訳者。聖公会神学院校長、日本聖公会の司祭。

## 人物・経歴
和歌山県生まれ。
1894年（明治27年）和歌山聖救主教会で、アイザック・ドーマン宣教師から受洗。同年9月、開設された立教学校（現・立教大学）専修科に入学する。この時、信仰復興運動の中心となる永野武三郎（1877‐1898）も立教学校の3年に編入している。
翌1895年（明治28年）、稲垣、永野、池澤駿太郎（1876‐1956）らで、雑誌『廿八年』を発行して「十字同盟」を結成したことをきっかけに、寄宿舎の一室で祈祷会が朝夕開かれるようになり、盛んに伝道活動が行われた。
こうして寄宿舎で生徒たちが宗教活動を活発化する中で、1896年（明治29年）9月、テオドシウス・ティング（立教学校校長、立教専修学校初代校長）が、大阪・英和学舎（立教大学の前身の一つ）時代の教え子で、10年間に渡る米国留学から帰国した元田作之進を立教学校の学内宗教活動の振興のため、同校のチャプレンとして特別に招聘する。
元田は、学生たちによる信仰復興活動が盛んな状況をみて、「青年の燃えさかる意気を聖公会流の軌道に載せて指導すべき必要がある」と察して、1897年（明治30年）にキリストと聖公会に奉仕する新しい団体である「立教学校ミッション」（St. Paul＇s College Mission）を創設した。メンバーとして、稲垣のほか、池澤、若月麻須美、宅間六郎、貫民之助らが名を連ねたが、秘書と主計を稲垣が、書記を若月が担当した。
1898年（明治31年）3月23日には、元田の示唆を受けて機関誌である『築地の園』が創刊された。その後、『築地の園』は274号まで刊行されて一時中断していたが、元田の提案により1922年（大正11年）12月から池袋の立教大学において四季刊行で再興することが決まり、稲垣が編集担当を務めている。
1900年（明治33年）、東京三一神学校（現・聖公会神学院）に入学し、「基督教週報」の創刊に携わった。その後、病を患い休学するが、健康の回復のために北海道へ渡った。
その後、米国に留学したのち、帰国後、聖公会神学院校長を務めた。
1909年（明治42年）6月29日、聖ペテロの祝日には、稲垣は築地・三一大聖堂において執行された長老按手式で、ロイドとともにジョン・マキム監督から長老として按手されている。

## 主な著作
- 『聖路易通信 (1904年セントルイス万国博覧会「アイヌ村」からの便り) 』稲垣陽一郎 著 田辺陽子 編 かまくら春秋社 2016年
- 『牛津近代の三名士』日本聖公会出版社 1913年
- 『魂の平安』日本聖公会出版社 1913年
- 『宗教的修養書としての詩篇』日本基督教興文協会 1920年
- 『人の一生と基督教信仰』日本聖公会出版社 1926年
- 『祈祷書と古今聖歌集の宗教』日本聖公会出版社 1926年
- 『天路を指して』日本聖公会出版社 1927年
- 『葡萄園の子狐』日本聖公会出版社 1928年
- 『救主を仰ぎて』日本聖公会出版社 1929年
- 『キリストへの信仰』チヤールス・ゴア 著 稲垣陽一郎 訳 日本聖公会出版社 1932年
- 『聖霊と教会』チヤールス・ゴア 著 稲垣陽一郎 訳 日本聖公会出版社 1937年
- 『教育再一致と聖公会四綱領』聖アタナシオ會 1939年
- 『チャールズ・ゴア : 主教、学者、思想家、教師、預言者、聖徒、修土会創立者』白石庵敬神会 1996年